# Esskeetit
Esskeetit è un brano musicale del rapper statunitense Lil Pump, traccia del secondo album in studio Harverd Dropout, pubblicato il 13 aprile 2018.

## Antefatto
Il primo frammento della canzone è stato pubblicato sull'account Twitter ufficiale di Lil Pump il 6 febbraio 2018. La sua uscita è stata rinviata al 13 aprile a causa di problemi di copyright. La canzone prende il titolo dalla frase caratteristica di Pump. Liricamente, la canzone fa riferimento a farmaci tra cui Ecstasy (o X) e Actavis, insieme a marchi di lusso come Porsche e Patek Phillipe, tra gli altri.

## Video musicale
Il video musicale della canzone, diretto dallo stesso Pump insieme a Ben Griffin, è stato presentato in anteprima con la sua uscita. Il video, a partire al 16 maggio 2019, ha ricevuto oltre 406 milioni di visualizzazioni su YouTube.